# Relações entre Bulgária e Vietnã
As relações entre a Bulgária e o Vietnã são relações diplomáticas entre as duas nações. Os dois países estabeleceram relações em 8 de fevereiro de 1950. A Bulgária tem uma embaixada em Hanói. O Vietnã tem uma embaixada em Sófia.

## Cooperação
Em 2006, o governo búlgaro concordou com um plano de cooperação em saúde com o Vietnã. O plano de dois anos inclui cooperação em muitas áreas, principalmente em saúde pública, assistência hospitalar e ambulatorial, segurança alimentar e educação médica.